# 鳌江 (广东)
鳌江，位于中华人民共和国广东省东部，上游称北溪，发源于陆丰市铜锣湖农场十八尖山北麓，蜿蜒东南流至惠来县东港镇成为陆丰、惠来的界河，至陆丰甲西镇大陂村右纳南溪后始称“鳌江”，鳌江继续东南流至惠来县岐石镇览表村汇入甲子港。河长41千米，流域面积272.7平方千米。